# 博勒巴赫河 (威悉河支流)
51°46′12″N 9°22′48″E / 51.76996°N 9.38°E
博勒巴赫河（德語：Bollerbach），是德國的河流，位於該國西部，流經北萊茵-威斯特法倫州，屬於威悉河的支流，河道全長2.7公里，河口處在赫克斯特。